# Каєс
Ка́єс (фр. Kayes) — місто на крайньому заході Малі. Є адміністративним центром області Каєс. Каєс — залізнична станція на прокладеній французами в 1880-х роках лінії «Дакар — Нігер». Є міжнародний аеропорт.

## Історія
В 1892–1899 роках Каєс був головним містом колонії Французький Судан (в 1899 році столиця була перенесена в Бамако). Каєс був кінцевим пунктом судноплавства по річці Сенегал. У роки Другої світової війни в Каєс був перевезений і тут зберігався золотий запас Французького банку.

## Географія
Розташований надалеко від кордону з Сенегалом, на річці Сенегал, приблизно за 420 км на північний захід від столиці країни, міста Бамако, на висоті 46 м над рівнем моря.

### Клімат
Місто знаходиться у зоні, котра характеризується кліматом помірних степів та напівпустель. Найтепліший місяць — травень із середньою температурою 35.6 °C (96 °F). Найхолодніший місяць — січень, із середньою температурою 25 °С (77 °F).
| Клімат Каєса            | Клімат Каєса | Клімат Каєса | Клімат Каєса | Клімат Каєса | Клімат Каєса | Клімат Каєса | Клімат Каєса | Клімат Каєса | Клімат Каєса | Клімат Каєса | Клімат Каєса | Клімат Каєса | Клімат Каєса |
| Показник                | Січ.         | Лют.         | Бер.         | Квіт.        | Трав.        | Черв.        | Лип.         | Серп.        | Вер.         | Жовт.        | Лист.        | Груд.        | Рік          |
| Абсолютний максимум, °C | 40           | 42           | 44           | 46           | 45           | 47           | 42           | 40           | 40           | 41           | 41           | 42           | 47           |
| Середній максимум, °C   | 31           | 34           | 37           | 40           | 40           | 36           | 32           | 31           | 32           | 35           | 35           | 31           | 35           |
| Середня температура, °C | 25           | 27           | 31           | 34           | 35           | 32           | 30           | 28           | 28           | 30           | 28           | 25           | 30           |
| Середній мінімум, °C    | 18           | 21           | 24           | 28           | 30           | 28           | 26           | 25           | 25           | 25           | 21           | 18           | 24           |
| Абсолютний мінімум, °C  | 10           | 10           | 11           | 18           | 20           | 21           | 18           | 20           | 20           | 17           | 13           | 6            | 6            |
| Днів з опадами          | 0            | 1            | 0            | 0            | 1            | 4            | 9            | 11           | 8            | 4            | 1            | 1            | 40           |
| Днів з дощем            | 0            | 1            | 0            | 0            | 1            | 4            | 9            | 11           | 8            | 4            | 1            | 1            | 40           |
| ----------------------- | ------------ | ------------ | ------------ | ------------ | ------------ | ------------ | ------------ | ------------ | ------------ | ------------ | ------------ | ------------ | ------------ |
| Джерело: Weatherbase    |              |              |              |              |              |              |              |              |              |              |              |              |              |

## Населення
За даними на 2013 рік чисельність населення міста становила 153 222 чол..
 Динаміка чисельності населення міста по роках: 
| 1976  | 1987  | 1998  | 2013   |
| ----- | ----- | ----- | ------ |
| 44736 | 50993 | 78406 | 153222 |